# 3FM Serious Request 2008
3FM Serious Request 2008 was de vijfde editie van Serious Request, de jaarlijks terugkerende actie van de Nederlandse radiozender 3FM waarbij geld wordt ingezameld voor projecten van het Rode Kruis. Deze editie was gericht op hulp aan vluchtelingen, en vond plaats van vrijdag 19 tot en met woensdag 24 december 2008 op de Grote Markt in Breda.

## Voorgeschiedenis
Op 27 augustus 2008 werd bekendgemaakt dat het Glazen Huis dit jaar te vinden zou zijn op de Grote Markt in Breda en zich in zou zetten voor vluchtelingen. Van vrijdag 19 tot en met woensdag 24 december zamelden drie dj's vanuit het Glazen Huis geld in voor een betere en effectievere vluchtelingenhulp in de wereld.

### Selectie van dj's
De dj's zijn in tegenstelling tot voorgaande jaren niet gekozen door de luisteraars, maar door de zenderredactie. Op drie verschillende maandagen voorafgaand aan de actie werd telkens een naam bekendgemaakt in het programma van de betreffende dj. De dj moest op dat moment sleutels, telefoon en geld inleveren en werd op de vlucht gejaagd. Verdreven van huis en studio leefde deze 24 uur als vluchteling zonder zekerheid en zonder veiligheid om de situatie van een vluchteling na te bootsen. Na 24 uur, en een overnachting in een tent van het Rode Kruis, moesten de dj's weer terug zijn om hun eigen programma te presenteren.
Op maandag 24 november werd Coen Swijnenberg overvallen en op de vlucht gejaagd. Op maandag 1 december werd bekend dat Giel Beelen de tweede dj was die het Glazen Huis in moest. De laatste dj die werd uitgekozen was Paul Rabbering die in zijn uitzending op 8 december werd overvallen en op de vlucht gejaagd.

## Verloop
Het Glazen Huis werd, net zoals tijdens de vorige editie, gesloten door Bert Koenders.
De overheid uit Nederland beloofde 2,5 miljoen euro extra toe te voegen aan het door Serious Request ingezamelde bedrag, indien met de actie minimaal ditzelfde bedrag zou worden opgehaald. Het te behalen bedrag werd ruimschoots overtroffen: dit jaar werd 3.137.937 euro ingezameld, hoewel het vlak voor het eindigen van de editie nog leek alsof het niet zou gaan lukken. Met de bijdrage van de overheid kwam het totaalbedrag op 5.637.937 euro. Studenten van NHTV internationaal hoger onderwijs Breda werkten mee aan de organisatie.
Tijdens deze editie van het Glazen Huis kwamen wederom vele bekende artiesten en BN'ers langs om een bijdrage te leveren voor het goede doel. Onder andere Ilse DeLange, Floortje Dessing, Najib Amhali, Milow, Grad Damen, Armin van Buuren, Robert ten Brink en clown Bassie passeerden de revue.

### Tijdschema
| Dag       | Dag       | 02.00–06.00 Graveyardshift | 06.00–10.00      | 10.00–14.00 | 14.00–18.00 | 18.00–22.00      | 22.00–02.00 | Slaapgast        |             | Stand (rond 16.45) |
| --------- | --------- | -------------------------- | ---------------- | ----------- | ----------- | ---------------- | ----------- | ---------------- | ----------- | ------------------ |
| 1         | vr 19 dec | —                          | 09.00–10.00 Giel | Paul        | Coen        | Paul             | Giel        | Merel Kemp       | € 140.523   |                    |
| 2         | za 20 dec | Coen                       | Giel             | Paul        | Coen        | Giel             | Coen        | Ilse DeLange     | € 327.709   |                    |
| 3         | zo 21 dec | Paul                       | Giel             | Paul        | Coen        | Paul             | Giel        | Najib Amhali     | € 595.480   |                    |
| 4         | ma 22 dec | Coen                       | Giel             | Paul        | Coen        | Giel             | Coen        | Armin van Buuren | € 847.223   |                    |
| 5         | di 23 dec | Paul                       | Giel             | Paul        | Coen        | Giel             | Paul        | Floortje Dessing | € 1.377.338 |                    |
| 6         | wo 24 dec | Coen                       | Giel             | Paul        | Coen        | 18.00–20.00 Giel | —           | —                |             |                    |
| Eindstand | Eindstand | Eindstand                  | Eindstand        | Eindstand   | Eindstand   | Eindstand        | Eindstand   | Eindstand        | Eindstand   | € 5.637.937        |